# HAL (manga)
HAL je název japonského souboru čtyř šódžo povídkových mang, jejichž autorkou je Aoi Makino. Původně jej vydalo v Japonsku nakladatelství Šúeiša v roce 2010, přičemž stejnojmennou úvodní povídkovou mangu vydalo v časopisu Ribon Fantasy v roce 2009. V Česku vydalo soubor nakladatelství Zoner Press v roce 2011.

## Povídky
- HAL
- Duha sedm let poté (japonsky 7年後の虹, Šičinengo no nidži)
- Anděl loučení (japonsky サヨナラ天使, Sajonara tenši)
- Modrá křídla (japonsky 青のツバサ, Ao no cubasa)